# Andrei Khimich
Andrei Khimich (em russo:  Андрій Іванович Хіміч, Makiïvka, 14 de dezembro de 1937) é um velocista ucraniano na modalidade de canoagem.
Foi vencedor da medalha de Ouro em C-2 1000 m em Tóquio 1964 junto com o seu companheiro de equipe Stepan Oshchepkov.